# كيث ديفلن
كيث جيه ديلفن (بالإنجليزية: Keith Devlin)‏ هو رياضياتي بريطاني وكاتب أدبيات علمية. يعيش في الولايات المتحدة منذ 1987. وهو يحمل الجنسيتين الأمريكية والبريطانية.